# Cossus Cornelius Lentulus Gaetulicus
Cossus Cornelius Lentulus Gaetulicus (i. e. 1. század vége – i. sz. 25) római politikus, az előkelő patricius Cornelia gens tagja volt. Apja valószínűleg i. e. 14 egyik consulja, Cnaeus Cornelius Lentulus Augur volt, aki Tiberius idején követett el öngyilkosságot. Neve különleges, ugyanis a Cossus nevet alapvetően a Corneliusok nemzetségének egy régi, köztársasági időkből ismert ága viselte családnévként. A politikust egyébiránt Cnaeus névvel is szokták említeni.
I. e. 1-ben volt consul Lucius Calpurnius Pisóval, i. u. 6-ban pedig Augustus Afrika területére menesztette, hogy megvédje II. Juba mauretaniai királyságát a támadó gaetulusoktól. Sikert aratott, ezért elnyerte a Gaetulicus agnoment és az ornamenta triumphalia viselésének jogát.
14-ben, Tiberius trónra kerülése idején annak fiával, Drusus Caesarral együtt Pannoniába ment, hogy lecsillapítsa a fellázadt legiókat. A katonák nagy gyűlölettel viseltettek Lentulus iránt, mivel tartottak tőle, hogy korára és hadvezéri tapasztalataira való tekintettel kegyetlen szigorral fog fellépni. Gaetulicus ezért aztán alig tudott megmenekülni a zsoldosok elől.
16-ban Libo, 22-ben pedig Silanus vitája kapcsán szólalt fel. 24-ben felségsértéssel (laesa maiestas) vádolták meg, de Tiberius személyesen semmisítette meg a vádat. Igen magas kort ért meg, 25-ben bekövetkezett halálakor a Római Birodalom egyik legtekintélyesebb embere volt.
Fia, Cnaeus Cornelius Lentulus Gaetulicus szintén consul lett, illetve történetírói és költői babérokra is tört.